# Актюбінлаг
Актюбінський ВТТ (рос. АКТЮБИНСКИЙ ИТЛ, Актюбинлаг, Актюбкомбинат, Актюбинстрой, ИТЛ и Строительство Актюбинского комбината НКВД) — підрозділ, що діяв у структурі Головного управління виправно-трудових таборів Народного комісаріату внутрішніх справ СРСР (ГУЛАГ НКВД).
Організований 27.02.1940 року в м. Актюбінськ Казахської РСР, закритий 24.04.1946 року.

## Виконувані роботи
- Будівництво Актюбінського Феросплавного комбінату,
- Видобуток та відвантаження хромових і залізо-нікелевих руд на Донському і Кімперсайському родовищах,
- Експлуатація кар'єрів Батамшинського нікелевого рудника,
- Будівництво Кімперсайського рудоуправління комб. «Піденноуралнікель»,
- Розробка Мугоджарського кар'єра кварцитів,
- Обслуговування Берчогурської вугільної шахти № 1 (з 25.11.1942),
- Геологорозвідувальні роботи,
- Будівництво ТЕЦ і ДОК,
- Будівництво цегельного заводу,
- Лісорозробки в Куйбишевській і Оренбурзькій обл.,
- Будівництво житла, водопроводу, паровозного депо,
- Будівництво залізниці,
- Будівництво шосе,
- Будівництво дробильно-сортувальної фабрики,
- Виробництво цегли, вапна і алебастру,
- Добування каменю,
- Підсобні с/г роботи, рибальство,
- Швейне виробництво для власних потреб.